# T26 (міноносець)
T26 (нім. T 26) — військовий корабель, міноносець типу 1939 Кріґсмаріне за часів Другої світової війни.
Міноносець T26 закладений 10 травня 1941 року на верфі заводу Schichau-Werke в Ельблонзі, 26 березня 1942 року спущений на воду, а 28 лютого 1943 року корабель уведений до складу військово-морських сил Третього Рейху. T26 брав участь у бойових діях в атлантичних водах, біля берегів Франції. Забезпечував прикриття проривачам блокади, які рушили Біскайською затокою до та з портів окупованої Франції.
28 грудня 1943 року брав участь у морському бою в Біскайській затоці між британськими та німецькими кораблями, в якому британські крейсери «Ентерпрайз» і «Глазго» потопили німецькі есмінець Z27 і міноносці T25 та T26.

## Історія служби
30 серпня 1943 року після введення до строю та завершення повного циклу підготовки T26 разом з однотипним T27 вирушили до Західної Франції через Ла-Манш. 29—30 вересня корабель брав участь у постановці мінного поля в Ла-Манші разом з міноносцями «Грейф», «Кондор» та Т19.
22 жовтня 4-та флотилія, яка складалася з T22, T23, Т25, T26 і T27, вийшла з Бреста, щоб забезпечити прикриття ненавантаженого проривача блокади «Мюнстерланд» та його близького ескорту з 2-ї мінно-тральної флотилії, коли вони пливли вгору по Ла-Маншу. Британці знали про «Мюнстерланд» і спробували перехопити його в ніч проти 23 число силами, що складалися з легкого крейсера «Карібдіс», есмінців «Гренвілль», «Рокет» та ескортних міноносців типу «Хант»: «Лімбурн», «Венслейдейл», «Стівенстоун» та «Телібон». Гідрофони Т22 виявили британські кораблі біля острова Сет-Іль о 00:25, і корветтен-капітан Франца Коглафа маневрував своєю флотилією, щоб перехопити їх до того, як вони встигли атакувати «Мюнстерланд». «Лімборн» перехопив радіопередачі противника близько 01:20, коли німецькі кораблі розверталися, і попередив інші британські кораблі. О 01:36 радар «Карібдіс» виявив німецькі міноносці на відстані 8100 ярдів (7400 м), і випустив освітлювальні ракети в безуспішній спробі виявити їх візуально. Приблизно в цей час Т23 помітив силует «Карібдіса» на тлі світлішого горизонту, і Коглаф наказав кожному кораблі здійснити залп усіма наявними торпедами. Дві з них влучили в британський крейсер, який невдовзі затонув, а ще одна підірвала носову частину «Лімбурна», який пізніше довелося затопити. Жодна з цих торпед не була випущена Т25, оскільки його погано навчений офіцер-торпедист невчасно зреагував. Втрата флагмана призвела британців у сум'яття, оскільки до атаки вони не скоординували свої дії й німецькі міноносці змогли організовано відступити з поля бою до того, як старший британський капітан, що вижив, зрозумів, що він командує угрупованням кораблів.
24–26 грудня 1943 року T26 входив до кораблів ескорту судна MV Osorno (6951 GRT), що проривало блокаду й рушило через Біскайську затоку. Інший проривач блокади, рефрижераторне вантажне судно MV Alsterufer вантажопідйомністю 2729 брт, слідував за Osorno кілька днів, а чотири есмінці 8-ї флотилії і шість міноносців 4-ї флотилії відпливли 27 грудня, щоб супроводжувати його через затоку. Союзники, завдяки розшифровці «Ультра», знали про плани противника щодо прориву блокади та розмістили крейсери та літаки в Західній Атлантиці, щоб перехопити їх під час операції «Стоунвол». Важкий бомбардувальник Consolidated B-24 Liberator 311-ї ескадрильї Королівських ПС потопив Alsterufer пізніше того дня.
Але німецькі кораблі до наступного дня не знали про затоплення й рухалися далі до місця рандеву. Вранці 28 грудня вони були помічені американським бомбардувальником «Ліберейтор», і британські легкі крейсери «Глазго» та «Ентерпрайз», вирушили їм на перехоплення. До цього часу погода значно погіршилася. Використовуючи свій радар, «Глазго» першим відкрив вогонь о 13:46 з відстані 19 600 метрів (21 400 ярдів), а «Ентерпрайз» — почав вести вогонь слідом за ним за кілька хвилин. Приблизно в той час німецькі есмінці почали стріляти у відповідь з гармат і торпед; усі останні промахнулися, і лишень о 14:05 сталося одне влучення торпеди в «Глазго». Капітан-цур-зее Ганс Ердменгер, командир 8-ї флотилії, вирішив розділити свої сили і наказав Z23, Z27, T22, T25 і T26 повернути на північ о 14:18. Британські крейсери переслідували північну групу й потопили Z27, T25 і T26. Решта німецьких кораблів, що входила до південної групи, змогла успішно відірватися від переслідувачів.